# Ben-Zion Wittler
Ben-Zion Wittler, auch Bernhard Wittler, Ben-Tsion Vitler, BenZion Witler (* 1907; † 1961) war ein österreichisch-US-amerikanisch-jüdischer Schauspieler, Sänger, Komponist und Humorist.

## Leben
Wittler kam im Alter von sechs Jahren mit seiner Familie aus Bels in Galizien nach Wien. Hier erhielt er eine streng chassidische religiöse Erziehung. 1919 schloss er sich im Alter von zwölf Jahren – da er die Reaktion seiner Familie fürchtete, unter einem Pseudonym – der „Freien Jüdischen Volksbühne“ an. Eine Zeitlang arbeitete er als Journalist bei der zionistischen „Wiener Morgenzeitung“. 1926 kehrte er auf die Bühne zurück. Er trat bei den „Jüdischen Künstlerspielen“ in Wien in Komödien und Operetten auf und studierte das Opernrepertoire. Mitte der 1930er Jahre verbrachte er drei Jahre in Polen, wo er zum Star wurde. Ab 1940 lebte er in den USA, spielte auf Bühnen in New York und Chicago, tourte durch Argentinien, in den 1950er Jahren führten ihn Tourneen durch ganz Nord- und Südamerika, nach Israel und Südafrika. Er nahm auch Hunderte von jiddischen Liedern auf. Zu seinen Hits, unter denen „A bisele mazel“ als einer seiner größten gilt, gehören des Weiteren:
- Gelibte
- Dzhankoye
- Varshe
- Akhtsik er, zibetsik zi
- Byalostok
- Mayn alte heym
- Oyfn veg shteyt a boym
- Leb un Lakh
- Krokhmalne Gas
- Zing, Brider, Zing!
- Belz